# Lotus Exige
La Lotus Exige è una coupé sportiva a due posti e a trazione posteriore realizzata a partire dal settembre 2000 dall'industria automobilistica inglese Lotus Cars.

## Sviluppo
Come avvenuto per la Lotus Elise, della quale può essere considerata una versione più estrema e con cui condivide il telaio in estrusi di alluminio incollati, la progettazione ha seguito la filosofia del fondatore Colin Chapman basata sul detto meno massa a beneficio delle prestazioni. La prima serie, presentata nel 2000, è stata prodotta in soli 583 esemplari. La seconda serie, denominata S2, debutta nel 2004 sulla base della Elise 111R motorizzata Toyota. La terza serie vede la luce a settembre 2011 e segna una rivoluzione per il modello: sotto il cofano viene posto un più grosso e potente V6, sempre di origine Toyota.

## Versioni speciali

### Lotus Exige LF1
Nel 2014 venne realizzata la Exige LF1, versione commemorativa per le 81 vittorie ottenute dal team britannico nel campionato di Formula 1. Rispetto alla versione di serie, la LF1 presentava una speciale livrea nero/rossa, nuovi interni, nuovi pneumatici sportivi Pirelli P-Zero Trofeo, freni sportivi e una piastra per il motore realizzata in fibra di carbonio. La meccanica rimaneva analoga a quella della Exige S.

## Vetture derivate
Sulla base telaistica della Exige è stata ricavata da un'azienda statunitense un'ulteriore vettura ad alte prestazioni, la Hennessey Venom GT.